# Georges Le Gentil
Georges Le Gentil (* 3. Dezember 1875 in Fère-Champenoise; † 11. April 1953 in Paris) war ein französischer Romanist, Hispanist und Lusitanist.

## Leben und Werk
Le Gentil besuchte von 1897 bis 1901 die École normale supérieure und war Schüler von Alfred Morel-Fatio. Nach einem Spanienaufenthalt war er als Agrégé Gymnasiallehrer in Tourcoing (1902–1904), Cahors (1904–1905), Montauban (1905–1907) und Toulouse (1908–1914). Er habilitierte sich 1909 an der Sorbonne mit den beiden hispanistischen Thèses Le poète Manuel Bretón de Los Herreros et la société espagnole de 1830 à 1860 (Paris 1909) und Les revues littéraires de l'Espagne pendant la première moitié du XIXe siècle. Aperçu bibliographique (Paris 1909). Im Krieg war er von 1916 bis 1919 in Portugal. Ab 1919 lehrte er Portugiesisch an der Sorbonne, zuerst als Chargé de cours, ab 1935 als Maître de conférences und von 1936 bis 1946 auf dem ersten Lehrstuhl für Portugiesische und brasilianische Sprache und Literatur. Ab 1939 verankerte er das Portugiesische als obligatorische zweite Sprache der Hispanistik.
Le Gentil war Ehrendoktor der Universität Coimbra (1934).
Georges Le Gentil war der Vater von Pierre Le Gentil.

## Weitere Werke
- (Hrsg. und Übersetzer) Camões, Paris 1924, 1979
- (Hrsg. und Übersetzer) Almeida Garrett. Un grand romantique portugais, Paris 1926
- La France équinoxiale. 1593-1615, Coimbra 1933
- La littérature portugaise, Paris 1935, 1951; (mit Robert Bréchon [* 1920]) Paris 1995
- Oliveira Martins (Algumas fontes da sua obra), Lissabon 1935
- (Übersetzer) Tragiques histoires de mer au XVIe siècle. Récits portugais, Paris 1939 (u. d. T. Histoires tragico-maritimes. Trois récits portugais du XVIe siècle, Paris 1992, 1999)
- L'Allemagne et la guerre, Paris 1940
- Les Portugais en Extrême-Orient. Fernão Mendes Pinto, un précurseur de l'exotisme au XVIe siècle, Paris 1947
- Découverte du monde, Paris 1954
- Camões. L'Oeuvre épique et lyrique, Paris 1954, 1995 (portugiesisch: Lissabon 1969)